# Triumf miłości (dramat)
Triumf miłości (fr. Le Triomphe de l'Amour) – komedia w trzech aktach Pierre’a de Marivaux wystawiona w 1732.

## Data powstania utworu
Utwór został napisany w 1732 roku, miał swą premierę 12 marca 1732 w l’Hôtel de Bourgogne. Został wystawiony przez aktorów Comédie-Italienne i nie odniósł sukcesu. Publiczność miała wobec sztuki skrupuły natury historycznej. Wątpliwości budziła księżniczka Sparty, przebierająca się, by odszukać młodzieńca, którego zupełnie nie znała i zwodząca filozofa sztuczkami godnymi Skapena. Nie o samą nieścisłość historyczną jednak chodziło. Ówczesne tragedie roiły się od nieprawdopodobieństw historycznych, a Regnard właśnie odniósł sukces sztuką, w której na czele demokratycznych Aten postawił króla. Rola, którą powierzył w tej komedii Marivaux królowej Sparty jest historycznie oczywiście niemożliwa, ale idea królowej Sparty, którą stworzyła sobie publiczność była równie fałszywa. Wyobrażano sobie królową Sparty jako córkę króla Francji czy Hiszpanii i oburzano się, by tak ważną osobę mogły spotkać tak niepoważne przygody. Z czasem publiczność oswoiła się z myślą, że historia dotyczy bliżej nieokreślonego miasta w krainie fantazji i sztuka źle przyjęta pierwszego dnia, była w następnych dniach oklaskiwana, ale bez entuzjazmu.

## Osoby
| Osoba       | Jej rola w dramacie                  |
| ----------- | ------------------------------------ |
| Leonida     | księżniczka Sparty, jako Focjon      |
| Koryna      | służąca Leonidy, jako Hermidas       |
| Hermokrates | filozof                              |
| Leontyna    | siostra Hermokrata                   |
| Agis        | syn Kleomenesa, dawnego króla Sparty |
| Dimas       | ogrodnik Hermokrata                  |
| Arlekin     | sługa Agisa                          |

## Treść
Akcja sztuki rozgrywa się w domu Hermokrata w okolicach Lacedemonu.

### Akt I
Leonida, księżniczka Lacedemonu i jej służąca, w męskich przebraniach, jedna jako Focjon, druga jako Hermidas, wchodzą do ogrodu filozofa Hermokrata. Stryj Leonidy, Leonidas, dowódca armii spartańskiej, przed laty zastał swą żonę z królem Sparty Kleomenesem. Obległ króla i pokonał. Wtrącił oboje do wieży, gdzie wkrótce zmarli. Żona Leonidasa przed śmiercią porodziła mu syna, prawowitego następcę tronu, który zniknął bez wieści. Leonidas zmarł bezpotomnie. Po nim władzę nad Spartą objął jego brat, a obecnie rządzi nią jego córka, Leonida. Niedawno, dzięki wiadomości przyniesionej przez wiernego sługę, dowiedziała się, że syn Leonidasa, imieniem Agis, wychowuje się u filozofa Hermokrata. Chcąc mu się przyjrzeć, udała się w okolice domu Hermokrata i zakochała się w młodzieńcu. Nie ma jednak nadziei, by Agis mógł ją pokochać, bowiem Hermokrates od lat wychowuje go w nienawiści do niej, choć ona przecież objęła tron legalnie, nic nie wiedząc o istnieniu jego prawowitego następcy. Postanowiła się przebrać w strój męski, postarać się o mieszkanie u Hermokrata i rozkochać w sobie Agisa, zanim on pozna w niej królową Sparty. Zabrała ze sobą portrety Hermokrata i Leontyny, których zamierza użyć we właściwym czasie.
Świadkiem ich nieostrożnej rozmowy staje się przez przypadek Arlekin, sługa Agisa. Aby zamknąć mu usta Focjon sypie obficie groszem i przekonuje go uczciwości swych zamiarów wobec jego pana. Ogrodnik Dimas bierze przybyszów za złodziei jabłek i próbuje ich wygnać z ogrodu. Zjawia się też siostra Hermokrata, Leontyna. Focjon przedkłada jej swą prośbę, ona jednak stanowczo odmawia, mimo nalegań Agisa, by przyjąć podróżnych. Focjon bierze Leontynę na stronę i opowiada jak to zakochał się jakiś czas temu w pewnej, dojrzałej i pięknej kobiecie, w jej cnocie i duszy, i teraz chciałby tu zamieszkać przez kilka dni, by przekonać jej brata do siebie i prosić o jej rękę. Leontyna jest zmieszana, mimo prób oporu, sytuacja, w której nigdy dotąd się nie znalazła, przerasta ja. Zgadza się poprzeć prośbę przybysza.
Hermokrates proszony o zatrzymanie przybyłego przez Agisa, Leontynę i Arlekina, oddala się z nim na stronę. Wyjawia mu, że wie, kim jest – kobietą, którą spotkał jakiś czas temu w lesie (Leonida wypatrywała wtedy Agisa) i obawia się, że chce zdobyć serce Agisa, którego on obowiązany jest strzec. Focjon przyznaje się do podstępu. Rzeczywiście jest kobietą i nazywa się Aspazja. Jest zamożna i samodzielna. Zupełnie nie obchodzi jej jednak Agis. Cierpi z miłości do Hermokrata i bardzo chciałaby wyzbyć się tego beznadziejnego uczucia. Chciałaby przekonać się o jego wadach, mieszkając z nim pod jednym dachem. Hermokrates jest wstrząśnięty. Miłość młodej kobiety pochlebia mu, ale też obawia się jej. Ostatecznie zgadza się, by pozostała. Na osobności prosi jednak Dimasa, by miał oko na przybysza, czy nie kręci się wokół Agisa.

### Akt II
Dimas widząc, że Arlekin liczy pieniądze uważa, że ma je od przybysza. Złapany w pułapkę Arlekin, wyznaje, że przybysze są kobietami, a jedna z nich jest zakochana w Agisie i chce zdobyć jego miłość. Dimas godzi się udzielić Focjonowi pomocy w zamian za pieniądze, które ten mu przyrzeka. Focjon prosi Arlekina i Dimasa, by strzegli go, gdy będzie rozmawiał z Agisem. Focjon rozmawia z Agisem o przyjaźni, która ich łączy i pyta czy nie obawia się, że mogłaby się zmienić w miłość. Agis odpowiada, że od lat gardzi seksem i unika kobiet. Focjon chce w takim razie go opuścić. Wyznaje, że jest kobietą, ma na imię Aspazja i z racji swego majątku jest zmuszana przez księżniczkę do poślubienia mężczyzny, którego nie kocha. Agis przezwyciężą swe uprzedzenia i prosi ją, by została, obiecuje jej przyjaźń i przysięga, że nie musi się obawiać miłości z jego strony.
Leontyna przynosi wiadomość, że jej brat zmienił zdanie i odmawia Focjonowi mieszkania. Focjon zaklina się, że nie mógłby żyć bez Leontyny. Kobieta broni się przed uczuciem, które boleśnie doświadcza jej serca. Arlekin opowiada Leontynie o swej rozmowie z Hermidasem, który zapewnił go, że jego pan chce ją poślubić, i że ma dość środków, by zrobić to po wielekroć. Hermidas przynosi niedokończony portret Leontyny, nad którym pracuje. Focjon mówi, że kazał sporządzić portret Leontyny, by nigdy nie tracić jej z oczu. Wzruszona kobieta kapituluje i obiecuje wymóc na bracie, by Focjon mógł zostać. Dimas wyznaje Hermokratesowi, że odkrył, że Focjon jest kobietą, zakochaną w nim i bardzo z tego powodu nieszczęśliwą, i że jedynie w jego mocy jest zdjąć z niej ten czar. Hermokrates wzrusza się, nadal jednak wolałby czym prędzej odesłać Focjona.
Agis zwierza się Focjonowi/Aspazji z odruchów serca dotąd mu nieznanych. Focjon delikatnie naprowadza go, by rozpoznał w nich uczucie miłości. Agis niepokoi się czy i on jest kochany. Focjon poucza go, że kobiety nie czynią mężczyznom takich wyznań. Agis odczytuje miłość ukochanej z wyrazu jej oczu i zachowania. Zakochani muszą się rozłączyć, bo zbliża się Hermokrates. Hermokrates uważa, że powinien Focjona oddalić, aby mu pomóc stwierdza, że robi to z małostkowego powodu, lęku przed opinią publiczną. Focjon jest zachwycony jego szczerością. Dochodzi do wniosku, że Hermokrates jest w nim zakochany. Oburzony Arlekin przynosi Hermokratowi jego portret, zabrany Hermidasowi. Hermidas wyjaśnia, że chciał uwiecznić sławnego męża i sprawić przyjemność pewnej damie. Hermokrates czuje się pokonany. Zwycięski Focjon/Aspazja zachwyca się nim, prosi, by pozował do portretu. Zjawia się Agis, by prosić o pozostanie Focjona, co budzi wątpliwości Hermokrata. Focjon/Aspazja jest zachwyconaː Hermokrates jest o nią zazdrosny. Leontyna wstawia się za Focjonem, tak jak Hermokrates pełna jest nadziei, związanej z byciem ważnym dla kogoś innego. Hermokrates zastanawia się kto nim jest..

### Akt III
Focjon niepokoi się czy Agis będzie ją nadal kochał jako Leonidę. Wysyła Hermidasa do zamku, by sprowadził znakomity ekwipaż, ponieważ uważa, że jej ukochany może stąd wyjechać tylko jako prawowity książę Sparty. Leontyna, która słyszy słowa o ekwipażu, przekonuje Focjona, by zmienił plany i pozwolił jej, by go uprzedziła w drodze do miasta i tam na niego zaczekała. Hermokrates, który wyprawia się do miasta na dwie godziny, wyznaje ukochanej Aspazji, że wychowuje prawowitego następcę tronu, Agisa, i że przygotowywane jest powstanie zbrojne przeciw księżniczce Sparty, na którego czele ma on stanąć. Jako kolejni odraczają spotkanie Focjona z Agisem Arlekin i Dimas. Są zaniepokojeni przemianami Focjona, zwątpili, czy zobaczą przyrzeczone im pieniądze i przychodzą się z nim rozliczyć. Zniecierpliwiony Focjon każe im wybierać pomiędzy więzieniem a zaufaniem do niego. Obydwaj wolą nie ryzykować z więzieniem.
Focjon upewnia się co do miłości Agisa, któremu chce wyznać kim jest. Przerywa mu Hermokrates, który pragnie się przyznać swemu uczniowi, że mimo swej wrogości do kobiet, dziś został pokonany i żeni się. Tymczasem wraca Leontyna i oznajmia bratu, że wychodzi za mąż. Kiedy okazuje się, ze oboje zamierzają poślubić tę samą osobę, są wstrząśnięci, tym bardziej, gdy okazuje się, że chciał ją też poślubić Agis. Agis domaga się od Focjona wyjaśnień. Jest całkowicie zagubiony i nie potrafi mu uwierzyć. Focjon przekonuje Agisa, że wszystkie działania, jakie podjął, podjął ze względu na niego, o czym mogą zaświadczyć jego pomocnicy Arlekin i Dimas. Agis nie może uwierzyć w swoje szczęście. Kiedy Focjon przyrzeka mu, że może go również pogodzić z księżniczką Sparty, uświadamia sobie, że stoi przed nim Leonida i pełen miłości pada na kolana. Leonida wyprowadza Agisa z ogrodu jako władcę Sparty, przy boku którego chce spędzić swoje życie. Hermokratowi ofiarowuje odnalezione serce i ma nadzieje, że jej płeć ochłodzi zapały, które wzbudziła w Leontynie.

## Omówienie
Triumf miłości jest sztuką niemal poważną. Autor umieścił w niej wprawdzie dwie postaci komiczneː Arlekina i ogrodnika, ale pełnią oni jedynie funkcję komediowych przerywników w poważnym toku akcji. Pewną powtarzalnością cechuje się też rozwiązanie kwestii oczarowania przez główną bohaterkę brata i siostry za pomocą portretu namalowanego na pamiątkę. Co prawda przedstawienie każdego portretu następuje w innych okolicznościach, nie zaciera to jednak wrażenia pewnego ubóstwa inwencji.
Koncepcja komedii jest bardzo odważna. Młoda dziewczyna w męskim przebraniu zostaje wprowadzona do domu starego filozofa Hermokrata, żyjącego razem z siostrą i młodzieńcem uzurpującym sobie prawa do tronu, i ma jednocześnie rozkochać w sobieː jako mężczyzna – Leontynę, siostrę filozofa, osobę ułożoną i dyskretną, która pierwszą młodość ma już za sobą, jako kobieta – starego filozofa i co najważniejsze jego młodego ucznia. Wszystko to się udaje, ponieważ sztuka nosi tytuł Triumf miłości. Siostra zgadza się, by zawrzeć ślub, udać się do sąsiedniego miasteczka, brat, z tego samego powodu, decyduje się opuścić swą samotnię. Obie te postaci do końca pozostają bohaterami heroicznymi, autor oszczędza im chociażby cienia śmieszności. Widz bawi się śledząc jak krok po kroku ulegają uczuciu, oni sami jednak nie są śmieszni.
Leonida, córka uzurpatora, która zdobywając miłość Agisa, legitymizuje swe prawa do tronu, jawi się w sztuce jako osoba przebiegła, niebezpieczna i jako kokietka znająca wszelkie tajniki swej profesji. Leontynie mówi, że była tak nią zachwycona, widząc ją spacerującą po lesie, że sporządziła jej portret i ten portret jej pokazuje. Kobieta najpierw nie wierzy, potem jest zdziwiona, zaszczycona, a wreszcie oczarowana aż do utraty rozsądku. Sprawa z bratem jest trudniejsza. Księżniczka przyznaje się, że przebrała się za mężczyznę, żeby móc się do niego zbliżyć, ponieważ nie przyjąłby jej u siebie jako kobiety; pokochała najpierw jego sławę, potem osobę. W chwili trudności Arlekin przynosi, zdobyty na intruzie, którego nie lubi, portret filozofa, odkryty u Focjona. Filozof kapituluje i zgadza się nawet pozować do portretu. Brat i siostra zdecydowawszy się potajemnie, każde osobno, na ślub, spotykają się, by uzyskać od siebie zgodę. Ta scena pożegnań, a jednocześnie wyznań, jest najzabawniejszą w całej komedii.